# 고베 신교통 포트 아일랜드선
포트 아일랜드선(ポートアイランド線)은 산노미야역에서 포트 아일랜드를 경유하여 고베공항역까지를 연결하는 고베 신교통의 자동 안내 궤조식 여객 수송 시스템(AGT) 노선이다. 전선이 효고현 고베시 주오구내를 주행한다. 애칭은 포트 라이너 (Port Liner).
산노미야 역에서 포트 아일랜드에있는 나카 공원 역, 시민 광장 역을 거쳐 포트 아일랜드 해안 고베 공항 역에 이르는 노선과 시민 광장 역에서 분기하여 키타 부두 역을 거쳐 나카 공원 역으로 합류하는 노선으로 구성되어 있다. 있다. 본 기사에서는 해설의 편의상 전자를 「공항선」, 후자를 「루프선」으로 해설한다.

## 개요
고베항 앞바다에 건설된 인공섬 “포트 아일랜드”와 고베시의 중심지인 산노미야를 일방통행의 환상운전으로 연결하는 궤도계 교통기관으로서 건설되어, 1981년 2월 5일에 일본 최초의 실용적인 신 교통 시스템과 세계 최초의 자동 무인 운전 방식으로 개업했다. 그 후, 2006년 2월 16일의 고베 공항의 개항에 앞서, 고베 공항역까지 같은 해 2월 2일에 연신·복선화해 , 현재의 노선의 형태가 되고 있다.
운전사를 필요로 하지 않는 세계 최초의 무인 운전 시스템(개업 당초는 승무원이 승무)이며, 전역에 일본 최초의 풀 스크린 타입의 홈 도어 설치나 최소 곡선 반경 30m, 56퍼밀의 급경사[*4] 등, AGT의 성능을 최대한 발휘한 선형으로 되어 있으며, 기존 시가지에서는 고층 빌딩이나 고속도로 등을 꿰매도록 궤도가 부설되어 있다. 또한, 차량 기지를 제외한 전선은 고가 구조이다.
포트 아일랜드 내에는 수많은 기업과 대학 캠퍼스가 있으며, 고베 공항의 액세스 루트이기 때문에, 아침 포트 아일랜드행 및 저녁 산노미야행에서 격렬한 혼잡을 볼 수 있으며, 혼잡률은 2016년(2016년) 연도마다 160%정도에 오를 전망이다[*5]. 이전에는 무게 제한 때문에 역을 출발하지 못했지만, 현재는 그것이 완화되어 개선되고 있지만, 혼잡은 심각화하고 있다. 또, 21시대부터 22시대에 걸쳐서는 고베 공항에 도착편이 집중하기 때문에, 산노미야 방면행에서 혼잡하다.

### 노선 데이터
- 노선 거리(영업 킬로미터): 10.8 km
- 공항선(산노미야-고베 공항 간) 8.2 km
- 루프선(시민 광장-북부두-나카공원 간) 2.6 km
- 안내 궤조：측방 안내식
- 궤간: 1,740 mm[*1]
- 역수 : 12역
- 복선 구간:
- 복선:공항선 전선(산노미야-고베 공항 간)
- 단선: 루프선 전선(시민 광장-북부두-나카공원간)
- 전기 방식: 3상 교류 600 V・60 Hz
- 폐색 방식: 차내 신호식
- 최고 속도: 70 km/h
- 차량 기지: 중부두 차량 기지

## 운행 형태
공항선의 산노미야역-고베공항역간의 계통(이하 「공항계통」이라고 표기)과 산노미야역에서 시민광장역에서 루프선으로 분기하고, 키타부두역을 거쳐 나카코엔역에서 공항선에 합류했다 이후 산노미야역으로 돌아가는 라켓형 환상운전의 계통(이하 「루프 계통」이라고 표기)이 운행되고 있다. 루프 계통에서는, 도중의 중부두역이 기종점이 되어 중부두 차량 기지에 입출고하는 계통(이하 「입출고 계통」이라고 표기)도 설정되어 있다. 루프선 부분만을 운행하는 계통은 존재하지 않는다. 공항 계통에서는 한때 쾌속 열차도 운행되고 있었다.
루프 계통은 시민 광장역-북부두역-나카코엔역 사이가 단선이기 때문에 한 방향으로만 열차는 운전되고 있다[*8]. 개업 당초는 나카코엔역-시민광장역 사이도 단선으로, 이 루프 계통 밖에 존재하지 않았다. 루프 계통의 안내는, 산노미야역에서 나카코엔역 발차까지 「북부두행」, 나카코엔역발차에서 시민광장역발차까지 「기타부두 경유 산노미야행」, 시민광장역발차에서 산노미야역 도착까지 「산노미야행 "라고 안내하고 있다. 키타부두역에서 미나토지마역까지와 같이, 환상 운전 방향과 역방향으로 승차하는 경우는 나카코엔역에서 환승하게 된다. 다만, 2004년 11월 22일부터 잠시 동안은 나카코엔역-시민광장역 간 복선화 공사에 의해 나카코엔역에서의 래치 내 환승이 불가능하기 때문에 포트 터미널역에서의 환승이 되었다.
차량은 개업 당초보다 6량 편성이며, AGT 노선으로서는 가장 긴 부류에 들어간다.

## 차량

### 현재의 차량

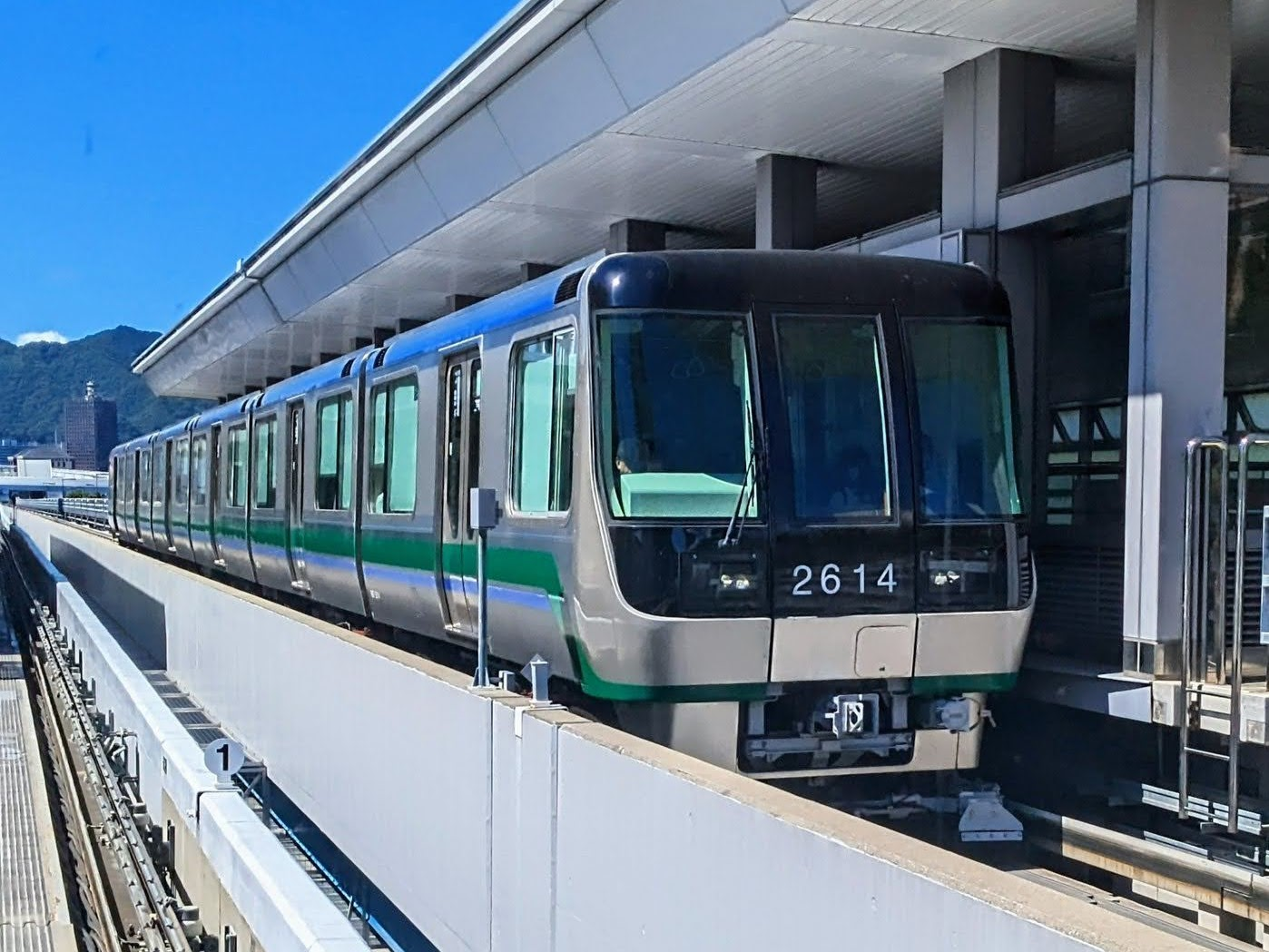
2000형
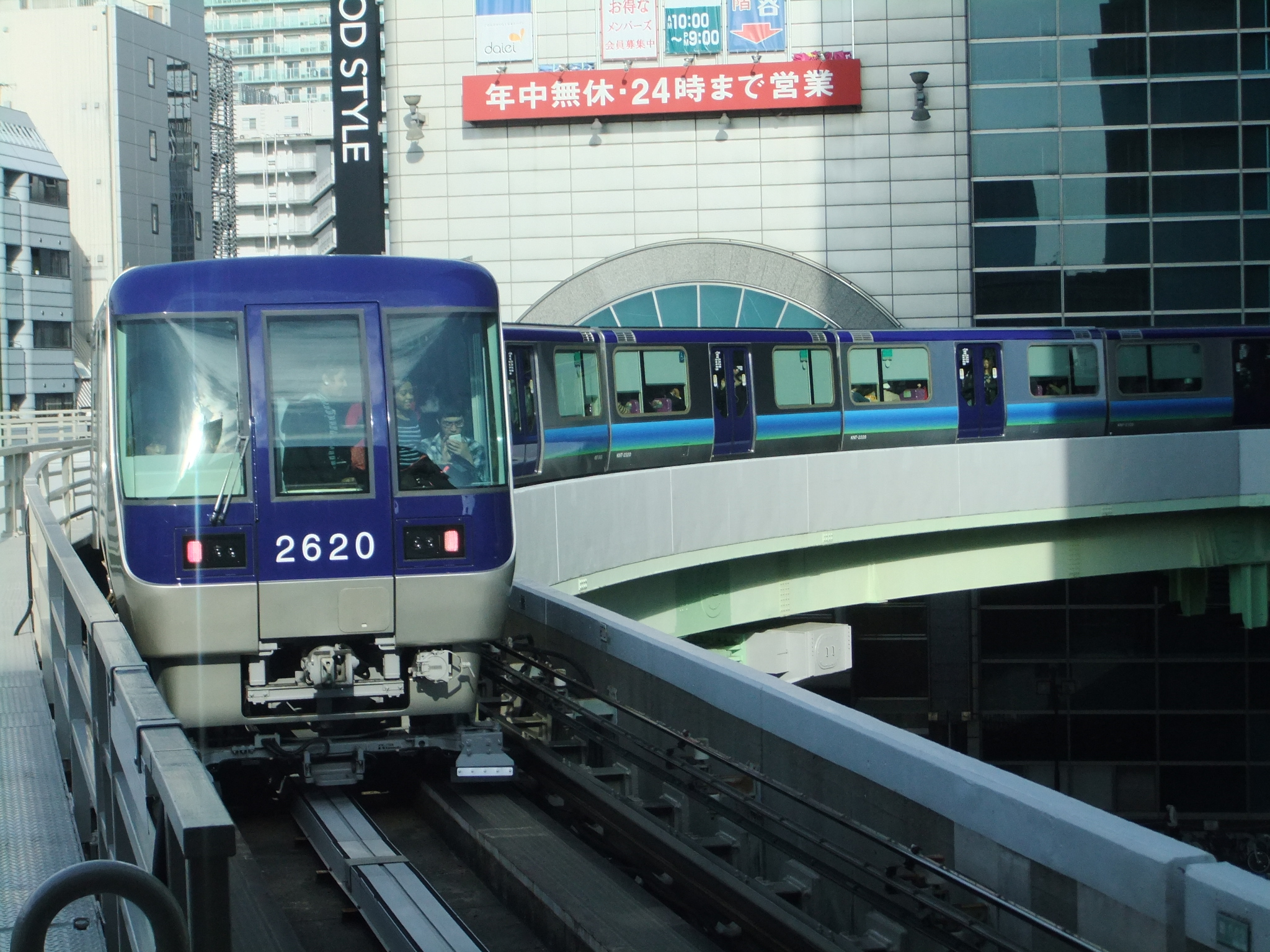
2020형  - 2000형
  - 2020형

### 과거의 챠량

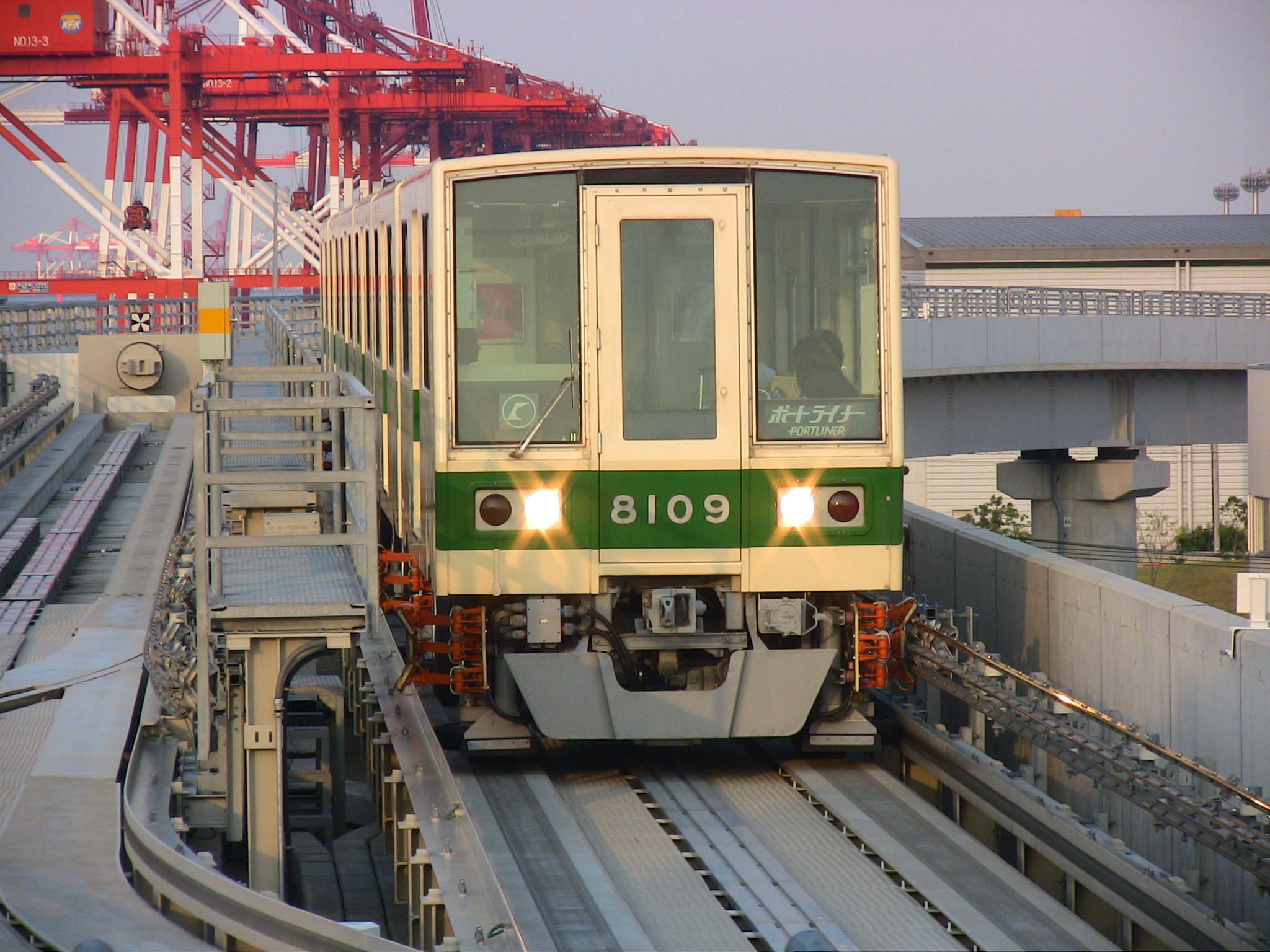
8000형  - 8000형

## 역사
- 1966년(쇼와 41년)：신교통 시스템의 도입 사업 개시.
- 1971년(쇼와 46년) 12월: 신교통 시스템 개발 조사 위원회를 마련해, 운수성·건설성에서 조사 실시.

- 1977년(쇼와 52년)
  - 6월 17일 : 국가에 지방 철도 사업 면허와 궤도 사업 특허의 신청이 실시된다.
  - 12월 7일: 산노미야 - 포트 터미널 간 · 중공원 - 시민 광장 - 남공원 간 궤도 사업에 특허, 포트 터미널 - 중공원 간 · 남쪽 공원 - 중공원 간 철도 사업에 면허.

- 1978년(쇼와 53년)
  - 5월 26일: 기공식. 포트 아일랜드 내 노선 착공.
  - 9월 6일: 포트피어 오하시 착공.

- 1979년(쇼와 54년)
  - 5월 21일: 산노미야역을 포함한 시가지 노선 착공.
  - 12월 5일: 포트 아일랜드 내의 역사가 완성.

- 1980년(쇼와 55년)
  - 2월 21일：전선으로 자리수의 가설이 완료.
  - 3월 30일: 고베 신교통 본사 빌딩·나카부두 차량 기지 완성.
  - 5월 27일: 포트 아일랜드 내에서 시운전 개시.
  - 7월 7일: 시가지를 포함한 전선의 역사가 완성.
  - 8월 27일: 전선으로 시운전 개시.
  - 11월 17일: 「포트 라이너」의 애칭이 결정.

- 1981년(쇼와 56년)
  - 2월 4일: 개업식.
  - 2월 5일 : 산노미야 - 미나미 공원 - 나카 공원 사이 개업.
  - 5월 25일: 부르는 열차의 운행. 쇼와 천황, 황후가 승차.

- 1982년(쇼와 57년)
  - 8월 1일: 열차 완전 무인화 완료.
  - 10월 1일: 일부 역의 무인화 실시.

- 1995년(헤세이 7년)
  - 1월 17일 : 한신·아와지 대지진으로 전선 불통.
  - 5월 22일 : 중공원 - 남공원 - 북부두간이 운전 재개.
  - 6월 5일 : 키타 부두 - 나카 공원 사이가 운전 재개.
  - 7월 31일: 산노미야-나카공원간이 운전 재개, 전선 개통.

- 1998년(헤세이 10년) 12월 1일: 루미나리에 개최 기간중에 맞추어 일루미네이션 라이너 「루나호」가 운행되게 된다(후술).
- 2001년(헤세이 13년) 9월 4일: 나카 공원-포트 아일랜드 2기 북(가칭→현:의료 센터)간의 궤도 사업에 특허.
- 2002년(헤세이 14년) 11월 6일: 포트 아일랜드 2기 북-고베 공항간의 궤도 사업에 특허.

- 2004년(2004년)
  - 11월 20일·21일: 궤도 전환 공사에 따라 종일 운휴, 버스에서 대체 수송 .
  - 11월 22일: 나카코엔역 하차 홈, 시민 병원 앞 역(현:미나토지마 역)·시민 광장 역 홈 전환.

- 2005년(2005년)
  - 9월 8일: 고베 공항까지 시운전 개시.
  - 9월 10일 · 11일 : 2회째의 궤도 전환 공사에 따라 종일 운휴, 버스에서 대체 수송.
  - 12월 4일: 접근 멜로디·발차 멜로디를 전역에서 새롭게 설정.

- 2006년(헤이세이 18년) 2월 2일: 시민 광장-고베 공항간이 연신 개업[10], 나카 공원-시민 광장간이 복선화, 산노미야-고베 공항간에서 쾌속 운전 개시.
- 2011년(헤세이 23년) 7월 1일: 시민 병원 앞 역을 미나토지마 역에, 첨단 의료 센터 앞 역을 의료 센터 역에, 포트 아일랜드 남역을 교 컴퓨터 앞 역에 각각 역명 개칭.
- 2016년(2016년) 3월 28일: 다이어 개정을 실시, 쾌속 열차를 폐지. 아침 러쉬 시간대에 기차를 증편 (산노미야 - 교토 컴퓨터 앞으로 접어 열차 설정).
- 2021년(헤이와 3년) 6월 19일:교 컴퓨터 앞역을 계산과학센터역으로 개칭

## 역 목록

### 산노미야역 - 고베공항역 간
| 역 번호 | 역명         | 일본어 역명      | 접속 노선 | 직원 지원 시간   |
| ------- | ------------ | ---------------- | --- | ---------------- |
| P01     | 산노미야     | 三宮             | 한큐 전철：HK 고베 본선・HK 고베 고속선(고베 산노미야역:HK-16) 한신 전기철도:HS 본선(고베 산노미야역:HS 32) 고베 시영 지하철: 세이신·야마테선 (S03), 가이간 선(산노미야・하나시치마에역:K01) 서일본 여객 철도:A 도카이도 본선(JR 고베선)(산노미야역:JR-A61) | 유인             |
| P02     | 보에키 센터  | 貿易センター     | | 무인             |
| P03     | 포트 터미널  | ポートターミナル | | 무인             |
| P04     | 나카코엔     | 中公園           | | 일부 시간대 유인 |
| P05     | 미나토지마   | みなとじま       | | 일부 시간대 유인 |
| P06     | 시민 히로바  | 市民広場         | 기타후토 방면(산노미야 방면에서는 직통 있음) | 일부 시간대 유인 |
| P07     | 의료센터     | 医療センター     | | 일부 시간대 유인 |
| P08     | 계산과학센터 | 計算科学センター | | 무인             |
| P09     | 고베 공항    | 神戸空港         | | 유인             |

### 시민 광장역 → 나카부두역 → 나카코엔역 사이
| 역 번호 | 역명        | 일본어 역명 | 접속 노선                                     | 직원 지원 시간        |
| ------- | ----------- | ----------- | --------------------------------------------- | --------------------- |
| P06     | 시민 히로바 | 市民広場    | 고베 공항 방면(산노미야 방면에서는 직통 있음) | 일부 시간대 유인      |
| PL07    | 미나미 코엔 | 南公園      |                                               | 휴일 일부 시간대 유인 |
| PL08    | 나카후토    | 中埠頭      |                                               | 일부 시간대 유인      |
| PL09    | 기타후토    | 北埠頭      |                                               | 일부 시간대 유인      |
| P04     | 나카코엔    | 中公園      | 산노미야 방면에는 직통, 고베 공항 방면은 환승 | 일부 시간대 유인      |

## 같이 보기
- 고베 신교통 롯코 아일랜드선
- 공항철도